# Прокопов Валентин Іванович
Прокопов Валентин Іванович (10 червня 1929 — 5 листопада 2016) — радянський ватерполіст.
Бронзовий призер Олімпійських Ігор 1956 року, учасник 1952 року.